# Mydaea breviscutellata
Mydaea breviscutellata är en tvåvingeart som beskrevs av Xue och Ko Zen Kuang 1992. Mydaea breviscutellata ingår i släktet Mydaea och familjen husflugor.
Artens utbredningsområde är Guangdong (Kina). Inga underarter finns listade i Catalogue of Life.